# Гаві
Гаві, Ґаві (італ. Gavi, п'єм. Gavi) — муніципалітет в Італії, у регіоні П'ємонт,  провінція Алессандрія.
Гаві розташоване на відстані близько 430 км на північний захід від Рима, 100 км на південний схід від Турина, 30 км на південний схід від Алессандрії.
Населення — 4633 особи (2014).
Щорічний фестиваль відбувається 25 липня. Покровитель — San Giacomo.

## Демографія
Населення за роками:

Станом на 1 січня 2023 року в муніципалітеті офіційно проживало 295 іноземців з 35 країн, серед них 162 громадяни країн Євросоюзу та 18 громадян України.

## Сусідні муніципалітети
- Аркуата-Скривія
- Бозіо
- Каррозіо
- Франкавілла-Бізіо
- Нові-Лігуре
- Пароді-Лігуре
- Сан-Кристофоро
- Серравалле-Скривія
- Тассароло